# Сирил Колар
Сирѝл Кола̀р (на френски: Cyril Collard) е френски писател, режисьор и актьор. 

## Биография и творчество
Открито бисексуален, Колар е един от първите хора на изкуството във Франция, дръзнали да признаят открито, че са носители на вируса на СПИН.
В началото на кариерата си Колар е асистент-режисьор на Морис Пиала, прави музикални клипове и няколко телевизионни програми. Пише общо четири книги.
Признание получава с полуавтобиографичната си книга „Зверски нощи“, която с разтърсваща искреност разкрива напълно освободен секс, наркотици, СПИН и липса на житейска перспектива. Своята предсмъртна изповед Колар филмира през 1992 г., като едновременно е и режисьор, и изпълнява главната роля. На български филмът Les Nuits Fauves излиза под заглавието „Диви нощи“. Колар умира на 3 март 1993 година, три дни преди филмът му да спечели четири награди „Сезар“ (за най-добър филм, най-добър дебют, най-добра режисура и най-обещаваща актриса, Роман Боранже в ролята на Лора).